# Niedersächsisches Schulgesetz
Das Niedersächsische Schulgesetz (NSchG) regelt die Grundlagen des Schulwesens im Land Niedersachsen.

## Gesetzesstruktur
Das Gesetz ist wie folgt strukturiert:
- Erster Teil: Allgemeine Vorschriften (§ 1 - § 31)
- Zweiter Teil: Schulverfassung (§ 32 - § 49)
- Dritter Teil: Lehrkräfte sowie übrige Mitarbeiterinnen und Mitarbeiter (§ 50 - § 53)
- Vierter Teil: Schülerinnen und Schüler (§ 54 - § 87)
  - Erster Abschnitt: Allgemeines (§ 54 - § 57)
  - Zweiter Abschnitt: Rechtsverhältnis zur Schule (§ 58 - § 62)
  - Dritter Abschnitt: Schulpflicht (§ 63 - § 71)
  - Vierter Abschnitt: Schülervertretungen, Schülergruppen, Schülerzeitungen (§ 72 - § 87)
- Fünfter Teil: Elternvertretung (§ 88 - § 100)
  - Erster Abschnitt: Elternvertretung in der Schule (§ 88 - § 96)
  - Zweiter Abschnitt: Elternvertretung in Gemeinden und Landkreisen (§ 97 - § 99)
  - Dritter Abschnitt: Kosten (§ 100)
- Sechster Teil: Schulträgerschaft (§ 101 - § 111)
- Siebenter Teil: Aufbringung der Kosten (§ 112 - § 118)
- Achter Teil: Staatliche Schulbehörden (§ 119 - § 123)
- Neunter Teil: Religionsunterricht, Unterricht Werte und Normen (§ 124 - § 128)
- Zehnter Teil: Grundschulen für Schülerinnen und Schüler des gleichen Bekenntnisses (§ 129 - § 138)
- Elfter Teil: Schulen in freier Trägerschaft (§ 168 - § 175)
  - Erster Abschnitt: Zusammensetzung und Aufgaben (§ 168 - § 171)
  - Zweiter Abschnitt: Verfahrensvorschriften (§ 172 - § 175)
- Dreizehnter Teil: Übergangs- und Schlußvorschriften (§ 176 - § 197)
  - Erster Abschnitt: Ordnungswidrigkeiten und Schulzwang (§ 176 - § 177)
  - Zweiter Abschnitt: Übergangsvorschriften (§ 178 - § 192)
  - Dritter Abschnitt: Änderung und Aufhebung von Rechtsvorschriften, Inkrafttreten (§ 193 - § 197)

## Verfassungsrechtliche Vorgaben
Das Grundgesetz für die Bundesrepublik Deutschland trifft in Artikel 7 folgende Festlegungen:
"(1) Das gesamte Schulwesen steht unter der Aufsicht des Staates.
(2) Die Erziehungsberechtigten haben das Recht, über die Teilnahme des Kindes am Religionsunterricht zu bestimmen.
(3) Der Religionsunterricht ist in den öffentlichen Schulen mit Ausnahme der bekenntnisfreien Schulen ordentliches Lehrfach. Unbeschadet des staatlichen Aufsichtsrechtes wird der Religionsunterricht in Übereinstimmung mit den Grundsätzen der Religionsgemeinschaften erteilt. Kein Lehrer darf gegen seinen Willen verpflichtet werden, Religionsunterricht zu erteilen.
(4) Das Recht zur Errichtung von privaten Schulen wird gewährleistet. Private Schulen als Ersatz für öffentliche Schulen bedürfen der Genehmigung des Staates und unterstehen den Landesgesetzen. Die Genehmigung ist zu erteilen, wenn die privaten Schulen in ihren Lehrzielen und Einrichtungen sowie in der wissenschaftlichen Ausbildung ihrer Lehrkräfte nicht hinter den öffentlichen Schulen zurückstehen und eine Sonderung der Schüler nach den Besitzverhältnissen der Eltern nicht gefördert wird. Die Genehmigung ist zu versagen, wenn die wirtschaftliche und rechtliche Stellung der Lehrkräfte nicht genügend gesichert ist.
(5) Eine private Volksschule ist nur zuzulassen, wenn die Unterrichtsverwaltung ein besonderes pädagogisches Interesse anerkennt oder, auf Antrag von Erziehungsberechtigten, wenn sie als Gemeinschaftsschule, als Bekenntnis- oder Weltanschauungsschule errichtet werden soll und eine öffentliche Volksschule dieser Art in der Gemeinde nicht besteht.
(6) Vorschulen bleiben aufgehoben."

Auch die Verfassung Niedersachsens legt in Artikel 4 in Übereinstimmung mit der Bundesverfassung Grundsätze des Schulwesens fest.
Demnach hat jeder Mensch ein Recht auf Bildung, es besteht allerdings auch allgemeine Schulpflicht. Es wird ein konkreter Gesetzgebungsauftrag postuliert.

## Wesentliche Gesetzesinhalte

### Geltungsbereich
Im Gegensatz zu denen vieler anderer Bundesländer gilt das Niedersächsische Schulgesetz für alle Schule im Land Niedersachsen, inklusive der Privatschulen.

### Bildungsauftrag der Schule
Die Bildung soll den Grundsätzen des Grundgesetzes und der Landesverfassung entsprechen und die hier zu Grunde liegenden Werte vermitteln.
„Die Schülerinnen und Schüler sollen fähig werden, die Grundrechte für sich und jeden anderen wirksam werden zu lassen, die sich daraus ergebende staatsbürgerliche Verantwortung zu verstehen und zur demokratischen Gestaltung der Gesellschaft beizutragen, nach ethischen Grundsätzen zu handeln sowie religiöse und kulturelle Werte zu erkennen und zu achten, ihre Beziehungen zu anderen Menschen nach den Grundsätzen der Gerechtigkeit, der Solidarität und der Toleranz sowie der Gleichberechtigung der Geschlechter zu gestalten, den Gedanken der Völkerverständigung, insbesondere die Idee einer gemeinsamen Zukunft der europäischen Völker, zu erfassen und zu unterstützen und mit Menschen anderer Nationen und Kulturkreise zusammenzuleben, ökonomische und ökologische Zusammenhänge zu erfassen, für die Erhaltung der Umwelt Verantwortung zu tragen und gesundheitsbewußt zu leben, Konflikte vernunftgemäß zu lösen, aber auch Konflikte zu ertragen, sich umfassend zu informieren und die Informationen kritisch zu nutzen, ihre Wahrnehmungs- und Empfindungsmöglichkeiten sowie ihre Ausdrucksmöglichkeiten unter Einschluß der bedeutsamen jeweiligen regionalen Ausformung des Niederdeutschen oder des Friesischen zu entfalten, sich im Berufsleben zu behaupten und das soziale Leben verantwortlich mitzugestalten.“
Die Schüler sind zur Mitwirkung an der Erfüllung des Bildungsauftrags verpflichtet. Im Rahmen dessen müssen sie regelmäßig am Unterricht teilnehmen und die Leistungsnachweise erbringen.

### Eigenverantwortlichkeit der Schule
Die Schulen sind in der Planung, Durchführung und Auswertung des Unterrichts, in der Erziehung sowie in ihrer Leitung, Organisation und Verwaltung frei. Sie müssen sich ein Schulprogramm geben, welches regelt, wie der Bildungsauftrag erfüllt werden soll.

### Mitwirkung
Es werden Vertretungen von Schülern, Eltern und Lehrern sowie gemeinsame Konferenzen gebildet.

### Recht auf Bildung
„Das Land ist verpflichtet, im Rahmen seiner Möglichkeiten das Schulwesen so zu fördern, daß alle in Niedersachsen wohnenden Schülerinnen und Schüler ihr Recht auf Bildung verwirklichen können.“ Es besteht im Rahmen dessen Schulgeldfreiheit.

### Erziehungs- und Ordnungsmaßnahmen
„Erziehungsmittel sind pädagogische Einwirkungen. Sie sind gegenüber einer Schülerin oder einem Schüler zulässig, die oder der den Unterricht beeinträchtigt oder in anderer Weise ihre oder seine Pflichten verletzt hat. Sie können von einzelnen Lehrkräften oder von der Klassenkonferenz angewendet werden. Ordnungsmaßnahmen sind zulässig, wenn Schülerinnen oder Schüler ihre Pflichten grob verletzen, insbesondere gegen rechtliche Bestimmungen verstoßen, den Unterricht nachhaltig stören, die von ihnen geforderten Leistungen verweigern oder dem Unterricht unentschuldigt fernbleiben.“

### Schulpflicht
Jedermann mit Wohnsitz in Niedersachsen ist nach Maßgabe des Gesetzes schulpflichtig. Die Schulpflicht endet zwölf Jahre nach ihrem Beginn. Der Verstoß gegen die Schulpflicht ist eine Ordnungswidrigkeit, sie kann außerdem zwangsweise durchgesetzt werden.

### Schulträger
Für Grundschulen ist der Schulträger die Gemeinde, in deren Gebiet sich die Schule befindet, für alle anderen Schulen sind es die Landkreise bzw. kreisfreien Städte. Der Schulträger ist verpflichtet, das erforderliche Angebot an Schulen bereitzuhalten. Dieser bestimmt außerdem im Einvernehmen mit der Schule ihren Namen. Er trägt auch die Sachkosten der Schule.

### Religionsunterricht
Der Religionsunterricht ist ordentliches Lehrfach. Wer an diesem nicht teilnehmen möchte, ist verpflichtet am Unterricht „Werte und Normen“ teilzunehmen, sofern die Schule diesen erteilt. Wenn ab der fünften Klasse mindestens zwölf Schüler nicht am Religionsunterricht teilnehmen möchten, muss die Schule dieses Fach einrichten.

## Geschichte
Am 6. Juli 1938 wurde das Gesetz über die Schulpflicht im Deutschen Reich verabschiedet, welches im Mai 1941 geändert wurde. 1948 trat dann das Gesetz zur Änderung der Schulpflicht in Niedersachsen in Kraft, welches jedoch noch im selben Jahr abgeschafft wurde. Mit Inkrafttreten des Grundgesetzes am 24. Mai 1949 ging schließlich die Gesetzgebungskompetenz für das Schulwesen auf die Länder über. Es galten in der Folgezeit diverse Gesetze, welche die Verwaltung öffentlicher Schulen und das Recht des öffentlichen Schulwesens regelten. Am 30. Mai 1974 wurde schließlich das Niedersächsische Schulgesetz erlassen. Es wurde seitdem vier Mal neugefasst, zuletzt am 3. März 1998. Die aktuelle Fassung wurde 42 Mal geändert, die letzte Änderung wurde am 10. Dezember 2020 verkündet und trat rückwirkend ab dem 1. Dezember 2020 in Kraft.